# Ribeirão São Tomás
Ribeirão São Tomás är ett vattendrag i Brasilien.   Det ligger i delstaten Goiás, i den sydöstra delen av landet, 400 km sydväst om huvudstaden Brasília.
Omgivningarna runt Ribeirão São Tomás är en mosaik av jordbruksmark och naturlig växtlighet. Runt Ribeirão São Tomás är det glesbefolkat, med 17 invånare per kvadratkilometer.